# Voseo

Conjugación voseante imperativa afirmativa de venir en la segunda persona singular del voseo típico.

El voseo es un fenómeno lingüístico dentro de la lengua española en el que se emplea el pronombre «vos», junto a ciertas conjugaciones verbales particulares, para dirigirse al interlocutor.
Por extensión, se puede referir al mero uso del pronombre «vos» o, por el contrario, al de sus conjugaciones verbales junto al pronombre «tú».
Se distinguen dos tipos de voseo:
- El voseo reverencial,[1] que consiste en el uso del pronombre «vos» para dirigirse reverencialmente a la segunda persona gramatical —tanto singular como plural—, implicando la conjugación verbal de segunda persona de plural: «lo que vos digáis», «vos sois de allá», «vos os quedáis con vuestra familia». Manera arcaica y en desuso desde hace varios siglos, solo persiste en la literatura ambientada en épocas antiguas y en fórmulas rituales.
- El voseo dialectal americano,[1] que procede gramaticalmente de igual manera, aunque la morfología de su conjugación ha sufrido diferentes evoluciones a través del continente; se dirige a la segunda persona de singular y tiene valor informal, contrastando típicamente con el trato formal de usted.

Morfológicamente, puede afectar a todos los tiempos y modos, sin embargo, suele restringirse al presente de indicativo.
En el habla del continente americano, salvo en el oriente de Cuba, el voseo no tiene en cuenta sus dos correlatos clásicos —vigentes en el español peninsular— de «os» (pronombre objeto de segunda persona de plural) y el posesivo «vuestro», asimismo referido a la segunda persona del plural. El primero es reemplazado por «a vos» / «te», en tanto que el posesivo es reemplazado por «tu» / «tuyo/-a/-s».
En zonas donde el «vos» es de uso vulgar, puede ocurrir el intercambio de las formas pronominales y verbales del tuteo y el voseo: «tú querés», «vos tienes».
El origen del voseo se remonta a la voz latina «vos», que generalmente era la forma plural de la segunda persona gramatical, a excepción del caso de los súbditos con su soberano[cita requerida] en el que su uso era para indicar su superioridad, uso que se mantuvo en el español antiguo.[cita requerida]
El estudio sistemático del fenómeno del voseo en Iberoamérica se inicia en 1921 con Observaciones sobre el español en América del filólogo dominicano Pedro Henríquez Ureña, que es la primera obra en la que se estudian y exponen las variaciones y características dialectales de la lengua española en América. El autor reconoce la presencia del voseo sobre el Río de la Plata, en el sudeste de México, en el sudoeste de Estados Unidos, en toda Centroamérica (salvo la mayor parte de Panamá) y en algunas partes de Colombia, y califica como generalizaciones infundadas la creencia española de que en toda la América hispana se hacía uso del pronombre vos y las formas verbales correspondientes. Luego en 1930, Eleuterio Felipe Tiscornia en su estudio La lengua de Martín Fierro se refiere al voseo en los distintos dialectos hispanoamericanos.

## Historia

### Antecedentes
Hay que remontar el inicio del voseo español al siglo IV. En ese entonces, el empleo de vos, en lugar de tú, tenía un valor social que sugería el mayor respeto. Se ciñe su uso al trato con el emperador. La expansión del uso de vos se habría vuelto más compleja y extensa durante los siglos VI y VII, según lo prueban distintos documentos que marcan la extensión de vos para una sola persona. En esta evolución del voseo, Páez Urdaneta cree ver dos variantes sociolingüísticas que quiebran la estratificación original de [+ poder] o [+ autoridad]. Son estas variables la pragmaticidad y el sentimentalismo.
En España, el empleo de vos fue modificándose a lo largo de los siglos. Fue pasando de ser un eje vertical asimétrico de [+ autoridad] o [+ poder], en que vos se empleaba desde el estatus social inferior hacia el superior, a la dirección contraria: de superior a inferior, es decir, para aquellos colocutores que tienen [– autoridad] o [– poder] y, asimismo, del polo de la distancia al de la cercanía. Posteriormente el voseo también se empleó de manera recíproca en personas de igual estatus. Así, tenemos que en los ss. XI–XII el voseo se emplea por rango social, pragmaticidad y virtud caballeresca, mientras el tuteo se reservaba al ámbito familiar. En los ss. XIII–XIV avanza la Reconquista y se consolidan los grupos sociales (nobleza, clero y pueblo llano, compuesto de labradores, artesanos y mercaderes), de modo que el vos cobró fuerza extragrupal, empleándose también de superior a inferior. Sigue existiendo el vos pragmático (cuando se espera un favor o beneficio del colocutor), pero pierde vigencia la virtud caballeresca. A finales del siglo XV, el fin de la Reconquista modifica nuevamente las fórmulas de tratamiento. El vos se utiliza también para quienes tienen igual rango, lo que lleva a un desgaste que hace necesario la introducción de una nueva fórmula, vuestra merced con el verbo en tercera persona. Entonces, el tú volvió a recuperar su primitivo valor de segunda persona del singular para la confianza. Este fenómeno está recogido en los clásicos del Siglo de Oro, con Don Quijote de la Mancha a la cabeza, y en obras modernas ambientadas en la época como la serie del Capitán Alatriste. El voseo acaba desapareciendo del español peninsular y filipino ya en el siglo XIX; quedando usted como el pronombre de cortesía, que expresa respeto de un hablante hacia otro mientras que «tú» representa el trato de familiaridad (entre familiares o hacia amigos cercanos) o de inferioridad (un empleador hacia su empleado).
Durante la conquista y colonización de América, pues, los españoles empleaban un sistema que incluía tanto vos como tú para dirigirse a un inferior o a un igual, o en situaciones de confianza. Este subsistió en todas las colonias hasta aproximadamente el siglo XVIII, época en la que empieza a perderse el vos en las regiones de la América española que estaban más vinculadas económicamente con España: la Nueva España (gran parte de México y Estados Unidos), Perú, las Antillas y en algunas regiones de los actuales Colombia, Venezuela y Ecuador. Mientras tanto, en las regiones más aisladas del Imperio español se conservó el voseo, muchas veces en coexistencia con el trato de tú: Centroamérica, algunos departamentos de la región andina de Colombia y Ecuador, el Cono Sur y la zona marabina y andina de Venezuela.

### Evolución del tratamiento respetuoso
En América se dan tres posibilidades principales de fórmulas de tratamiento:
- La propia de la América tuteante, donde hallamos el trato de «tú» para la segunda persona singular de confianza y el trato de «usted» para la segunda de respeto (por ejemplo, en Puerto Rico o República Dominicana).
- La propia de la América solo voseante, donde la forma de confianza es el voseo, que coexiste con el trato de respeto mediante «usted» (por ejemplo, en Argentina o la mayor parte de Centroamérica).
- La de la América tuteante-voseante, donde el voseo se restringe al ámbito íntimo; el tuteo es para la confianza intermedia; y el ustedeo se usa como forma de respeto (por ejemplo, en Chile, parte de Centroamérica y los Andes ecuatoriales).

## Clases de voseo

### Voseo reverencial
En el voseo reverencial se utilizaba el pronombre vos para el sujeto («vos miráis»), tornándose en os en los casos en que el pronombre cumple la función gramatical de complemento («os miro»). Sin embargo, cuando el pronombre es preposicional se mantiene el pronombre vos («a vos oigo», «con vos caminaré»). El posesivo, al igual que la inflexión verbal, se limitaba al plural incluso ante un solo interlocutor. Las formas verbales se conjugan siempre en segunda persona plural («vos conocéis mi dolor», «mirad a vuestros hijos», «camináis sin prisa»).
El uso del voseo reverencial es muy raro en la actualidad, ciñéndose a textos que intentan reflejar el habla de otras épocas, o en algunos textos jurídicos que han sobrevivido inalterados por casi dos siglos y se repiten de igual forma por tradición, como en la entrega de títulos en actos solemnes: «¿Juráis por Dios y estos Santos Evangelios desempeñar leal y fielmente el cargo de Ministro de Estado en el Despacho de… que os confío?».
En Huánuco (Perú) existe un voseo similar al reverencial en cuanto al contexto de uso, aunque no en cuanto a las formas gramaticales.

### Voseo dialectal americano
En los otros modos, la diferencia es similar.
El imperativo es similar al de segunda persona plural, pero pierde la -d final (hablad → hablá); la forma en -r típica de los dialectos de la península ibérica es desconocida.
Para el subjuntivo, existe variación social.
En el español rioplatense, la forma considerada estándar y empleada en los medios escritos y por las capas medias y altas de la sociedad, es idéntica a la que se emplea para tú; en algunos casos, principalmente en los estratos sociales más bajos y de menor instrucción, el acento se desplaza a la última sílaba por asimilación a la forma de indicativo (que tú comas -> que vos comás, que tú digas -> que vos digás), perdiéndose también la alternancia vocálica (que tú pierdas -> que vos perdás). En algún caso, la forma resultante no es idéntica a la del indicativo del verbo (que tú duermas -> que vos durmás, no dormás).
En los dialectos voseantes fuera del rioplatense, la conjugación de vos en el subjuntivo (durmás, perdás, empecés, etc.) pertenece al uso normal y no tiene nada que ver con la capa social o la educación de una persona (voseante).
El voseo dialectal americano, o simplemente voseo, tiene un uso diferente al voseo antiguo: no es reverencial, sino que denota familiaridad con el interlocutor en las regiones en las que se practica. Existen dos tipos de voseo que se dan simultáneamente o independientemente dependiendo de la región: el voseo pronominal y el voseo verbal.

#### Voseo pronominal
El voseo pronominal es el uso del pronombre vos como sujeto («vos comés»), vocativo («¡Vos, ayudame!»), como complemento con preposición («Te vi a vos»), y como término comparativo («Es tan alto como vos»). En los casos de complementos sin preposición y los pronombres átonos se utiliza «te» y «tu» («Te está mirando a vos», «¿Vos viste como quedó tu auto?»), y en el caso del posesivo, se utiliza «tu» o «tuyo» («Vos dijiste que era tu auto. Vos dijiste que era tuyo.»)

#### Voseo verbal
Se llama voseo verbal a la variación en las desinencias verbales de la segunda persona del plural para referirse a la segunda persona del singular. Existen distintos cambios en la desinencia verbal según razones geográficas y culturales.

#### Otras variaciones
El empleo de «vos» en lugar de «tú» es uno de los fenómenos más característicos del español rioplatense. En el dialecto rioplatense, el dialecto paraguayo, dialecto chapaco, el dialecto camba y los dialectos centroamericanos (en Costa Rica, El Salvador, Guatemala, Honduras y Nicaragua) la conjugación de voseo normalmente difiere de la tuteante tan solo en presente del modo indicativo, en el imperativo, el presente de subjuntivo y, en algunos casos, al pretérito de indicativo: «tú cantas/vos cantás», «canta tú/cantá vos», «tú eres/vos sos», «tú mueves/vos movés», «que tú cantes/que vos cantés», «tú cantaste/vos cantaste».
En el vernacular rioplatense el voseo verbal también se extiende al pretérito indefinido[cita requerida] y al presente de subjuntivo («quiero que vos cantés», «dijistes que era tarde»), pero no son bien vistas en el registro culto y se prefieren las formas del tuteo: «que vos cantes», «dijiste que era tarde».
En el sureste de México (Chiapas, Tabasco), y el centro y occidente de Colombia se suele usar el voseo verbal para el presente del indicativo, del imperativo y también para el modo subjuntivo.
En cambio, en el dialecto chileno el voseo ocurre para el presente, pretérito imperfecto y condicional del modo indicativo y para el presente y pretérito imperfecto del modo subjuntivo. Prácticamente ha desaparecido la forma en futuro simple, por su reemplazo por la paráfrasis formada por ir en presente y un verbo en infinitivo, excepto en algunos lugares como el español chilote, donde por lo demás tradicionalmente solo se usa el tuteo en los otros tiempos.
La razón es que la conjugación proviene del voseo reverencial y en sus orígenes era totalmente independiente de «tú». La segunda persona del singular podía entonces tomar dos formas: la de trato normal («tú») y la reverencial («vos»). Hoy también existe ustedeo, que viene del trato reverencial «vuestra merced». El plural se tomó tanto de «vos», como de «usted», y hoy se usa en España «vosotros», mientras en el resto del mundo hispanohablante se utiliza «ustedes». Así, «vos sos» proviene de «vos sois», «vos movés» de «vos movéis» y «pensá vos» de «pensad vos». Esta coincidencia no existe en países como Chile, donde se dice «vos/tú soi/erís», «vos/tú movís», con monoptongación de -éis en -ís, y «piensa vos/tú». La existencia de la alternativa «vos erís» (formada a partir de la segunda persona del singular en español tuteante) frente a «vos soi» (formada a partir del voseo reverencial) se debe a la necesidad de evitar confusión con «yo soy» cuando se omite el pronombre. El voseo usado en el estado venezolano de Zulia concuerda con la conjugación del voseo reverencial, aunque no con sus formas pronominales; en Zulia se dice «vos sois», «vos movéis».
| Tipo (nombres alternativos) | −ar  | −er  | −ir |
| --- | ---- | ---- | --- |
| Voseo tipo 1 (Voseo clásico) | −áis | −éis | −ís |
| Voseo tipo 2 | −áis | −ís  | −ís |
| Voseo tipo 3 (Voseo típico) | −ás  | −és  | −ís |
| Voseo tipo 4 | −ás  | −és  | −és |
| Voseo chileno | −ái* | −ís  | −ís |
| TIPO 1 Voseo ortodoxo, corresponde con la conjugación del voseo reverencial antiguo, aunque sin sus formas pronominales. Se escucha en Venezuela (Zulia), Colombia (occidente de Norte de Santander, sur de La Guajira y norte del Cesar, limítrofes con el Zulia venezolano), en el noroeste de Bolivia, en el centro de Panamá (Península de Azuero), y en una pequeña franja al oriente de Cuba. TIPO 2 Se escucha en la sierra de Ecuador, la zona meridional del Perú, noroeste de Argentina y el suroeste de Bolivia. TIPO 3 Ocurre en el sureste de México, en Centroamérica (excepto Panamá), la costa pacífica y zona andina centrooccidental de Colombia, parte de la zona andina de Venezuela, la costa de Ecuador, el sur y el este de Bolivia, Paraguay, Argentina y Uruguay. Es aceptado como parte de la norma culta en Argentina, Paraguay y Uruguay. TIPO 4 Ocurre en Argentina (Santiago del Estero). * En Chile nunca se pronuncia ni se escribe la «s» en las formas terminadas en «-áis», por ejemplo: «estái», «comái», «hablabai», etc. Existe la tendencia a utilizar la terminación en «-ay» para evitar la acentuación gráfica correspondiente a la terminación «-ái»; sin embargo, y pese a que la grafía con «-ay» se adapta mejor a la ortografía del español, no se recomienda para las formas diptongadas propias del voseo chileno. |      |      |     |

En general, el voseo en Argentina, Paraguay, Uruguay, Centroamérica, el sur y oriente de Bolivia, el sur de la Guajira y el norte del Cesar de Colombia elimina la «i» de la conjugación verbal de segunda persona original. En cambio, el voseo en Chile monoptonga -éis en -ís y aspira la «s» final en su pronunciación (hecho que ocurre con todas las eses finales en el español chileno), mientras que el de Zulia es fiel a la forma original.
En la Argentina, sur y oriente de Bolivia, Paraguay y Uruguay el voseo es aceptado universalmente, tanto por las diferentes clases sociales, como en la lengua escrita y oral. La Real Academia Española incluye en su diccionario en línea exclusivamente las conjugaciones de voseo consideradas prestigiosas en Argentina, Paraguay o Uruguay. Estas conjugaciones son las utilizadas en las principales ciudades de Argentina, en Asunción y Montevideo por las capas bajas, medias y altas de la sociedad y excluyen -en general- al modo subjuntivo.
La correspondencia verbal en Uruguay (y algunas partes del sur de Chile) se alterna con la de «tú»: «tú tenés, vos tenés»; «tú sos, vos sos». Algo similar a lo que ocurre en Argentina con la correspondencia del presente subjuntivos: «vos sepas, vos sepás»; «vos puedas, vos podás»; y en Chile con «tú tenís, vos tenís»; «tú soy/erís, vos soy/erís»; «tú podái, vos podái».

## Distribución geográfica

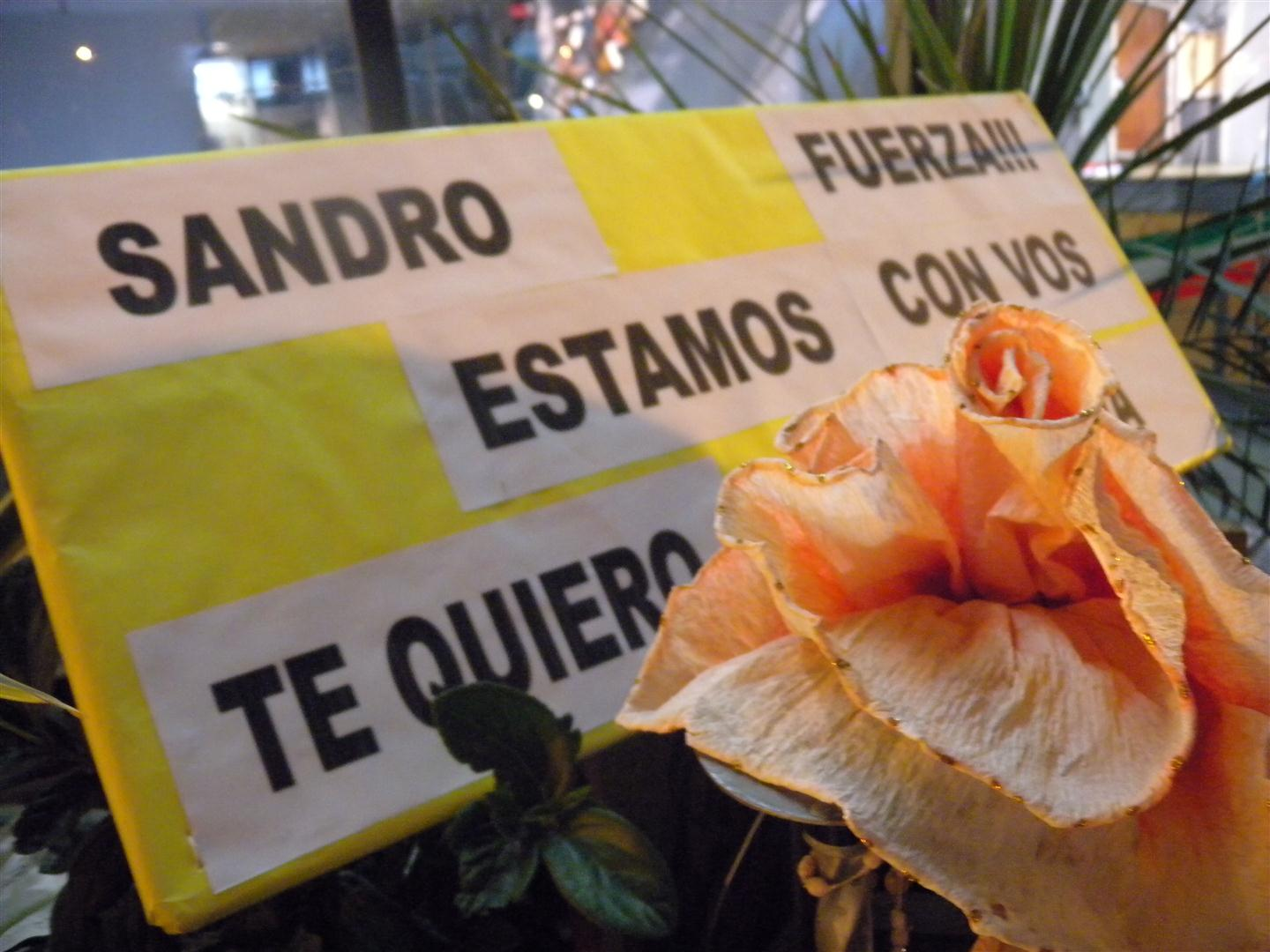
Voseo en un anuncio de despedida del cantante argentino Sandro en Buenos Aires - Argentina

En España, el voseo ha resistido en algunas zonas aisladas. Por ejemplo, en Andalucía aún se empleaba en el siglo XIX, según surge de documentos literarios, por ejemplo, las novelas de Fernán Caballero. Se diferencia del voseo americano en que se registra para la confianza intermedia. Es decir, el tuteo es en dirección hacia abajo (hijos o criados) o igualitario, en la suma intimidad (entre hermanos o cónyuges), en tanto que el voseo se emplea para una distancia intermedia, en dirección de abajo hacia arriba (hijos a padres, por ejemplo), o en forma simétrica, cuando no existe suma confianza (por ejemplo, entre vecinos).
En América, el voseo ha persistido en gran parte de su territorio con distinta suerte. Se instala en la norma culta, en el Río de la Plata, pero es rural o subestándar en muchos países. En otros, como en Venezuela, se trata de una norma regional (es decir, que, en determinadas zonas, hay un orgullo localista por su empleo). En América Central el voseo de tipo rioplatense es aceptado solo en el contexto familiar. El tuteo es la norma de prestigio, ocurre en un contexto no familiar, en la expresión escrita y predomina en los medios de comunicación. En Guatemala, El Salvador, Honduras, Nicaragua, Y Costa Rica el tuteo es casi inexistente.
Actualmente, el voseo se distribuye en distintas partes del mundo hispano, pero predomina en América Central (con excepción de la mayor parte de Panamá), Venezuela occidental y en el Cono Sur de Sudamérica, especialmente en Argentina, Uruguay y Paraguay. Otras regiones voseantes de América son el oriente de Bolivia, la mayor parte de Chile, partes de la sierra y la costa de Ecuador, el occidente y nororiente de Colombia y el sureste de México. En España, Guinea Ecuatorial, República Dominicana y Puerto Rico, el uso de vos ha desaparecido por completo en el habla. En Cuba y Perú el voseo se encuentra en vías de desaparición, solo se percibe en una pequeña franja de la zona oriental de Cuba y en las fronteras norte y sur de Perú.

### Países con voseo generalizado oral y escrito

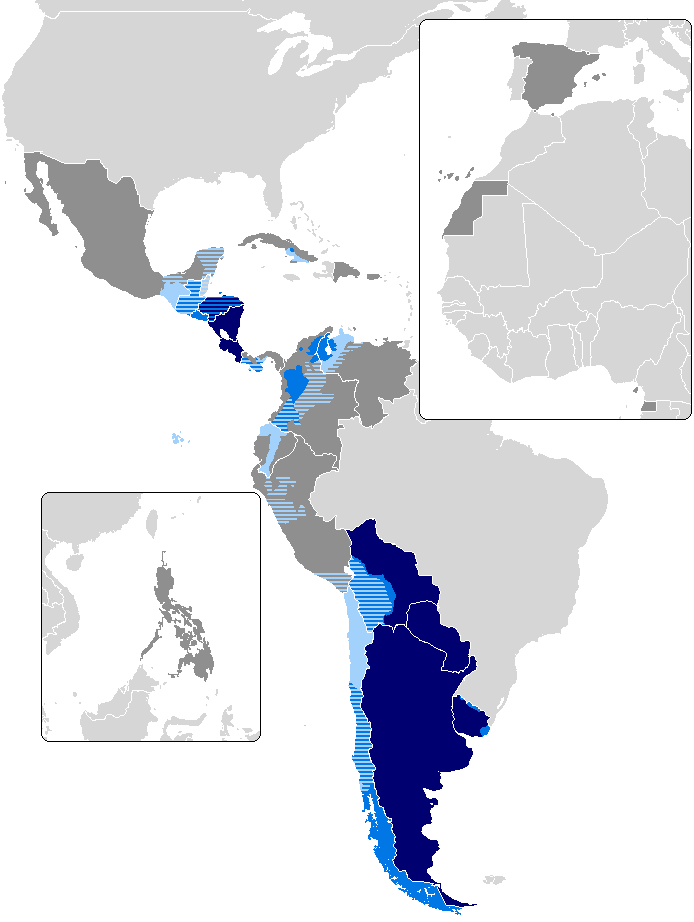
Voseo generalizado de forma oral y escrita
Voseo oral generalizado
Voseo coexistente con el tuteo o voseo regional desprestigiado
Sin voseo

- Argentina (voseo pronominal y verbal, el pronombre tú solo en algunas regiones del norte)

Es la forma de trato predominante en todos los estratos sociales. Convive con el de usted, este último siendo reservado para situaciones formales o como tratamiento de cortesía. El vos sugiere una mayor familiaridad entre los hablantes que el usted. Cabe destacar que la palabra tuteo, en Argentina, se entiende como haciendo referencia al empleo del vos, para distinguirlo del habla formal. El tuteo así definido puede ser apropiado o no, dependiendo de la situación entre los interlocutores. Progresivamente desde fines de los 90 y comienzos de la década de 2000, existe una tendencia al uso del tuteo en la publicidad, aunque el trato de usted se considera correcto en el habla técnica o al dirigirse a un doctor, un profesor, a los adultos mayores, entre otros.

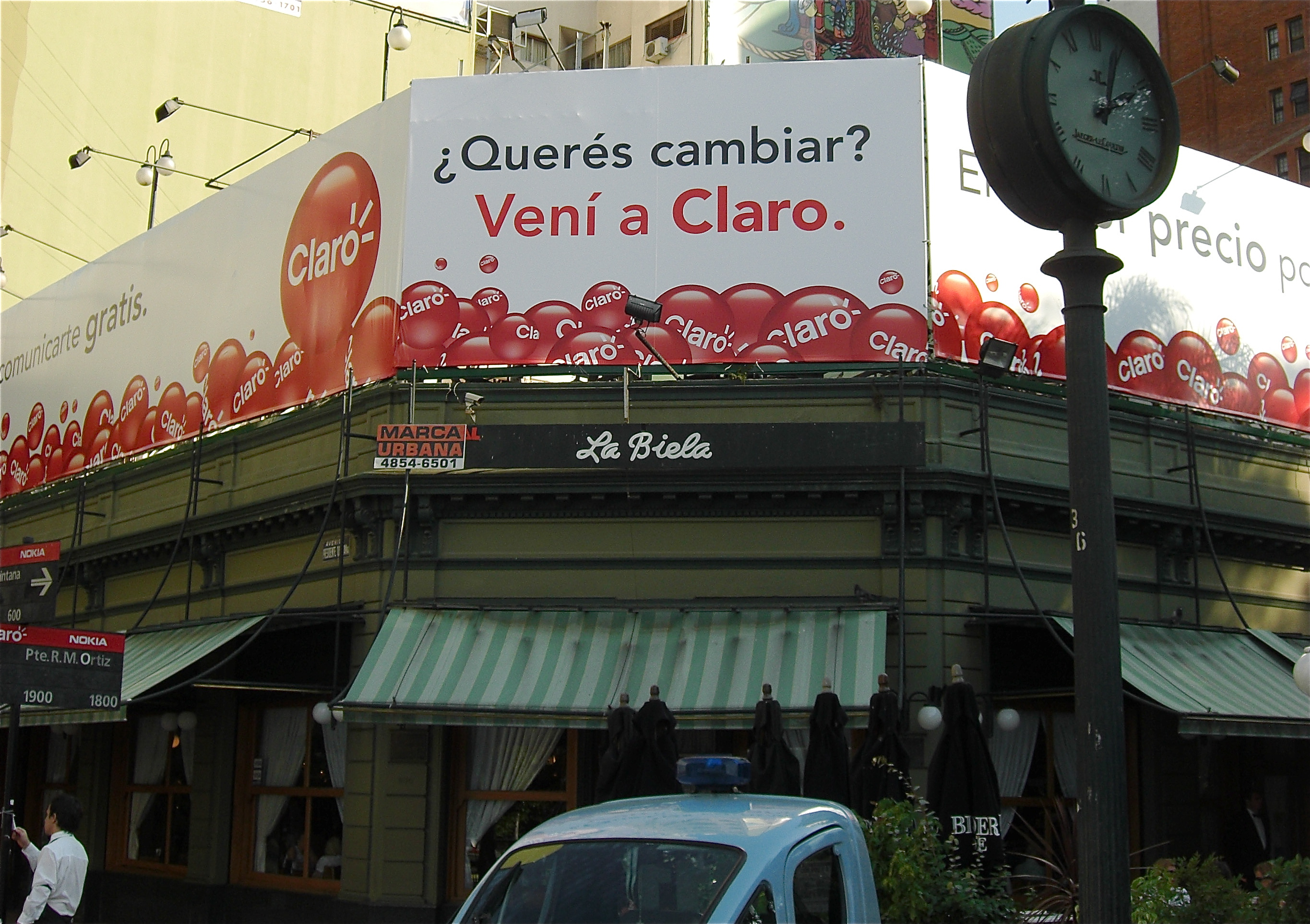
Ejemplo de voseo en un cartel en Buenos Aires, Argentina, en el que se lee ¿Querés cambiar? Vení a Claro.

- Paraguay (voseo pronominal y verbal, el pronombre tú es casi inexistente)

Su empleo es universal y aceptado en todos los niveles sociales.
A fines de la década de 1970 se reportaron alternancias de las conjugaciones de tú, vos y usted entre hablantes bilingües que tenían el guaraní como su idioma principal.
- Uruguay (voseo pronominal y verbal, el pronombre tú es usado en algunas partes con formas verbales de vos)

Las formas de voseo son aceptadas sin reserva por todas las clases sociales. No obstante en Montevideo suele ser más cordial el uso de tú junto a las formas verbales de vos, aunque coloquialmente es muy utilizado el voseo rioplatense. En el interior del país es usado tanto el voseo como el «tú» acompañando las formas verbales del «vos». Es más frecuentemente usado el «tuteo» en su totalidad, por ejemplo en Rocha, Rivera y departamentos aledaños a Brasil.
El empleo de la forma pronominal de tú es minoritario y persiste en dos regiones: a) en la zona ultraserrana, y b) en la cuenca del río Tacuarembó, cerca de la frontera con Brasil.

### Voseo generalizado; prestigio en ambientes formales varía según regiones
- Bolivia (Oriente y Sur: voseo pronominal y verbal; Occidente: voseo y tuteo verbal)

En el oeste (la zona andina y valles altos: La Paz, Oruro, Potosí, Chuquisaca y Cochabamba) se caracteriza por la confusión de los formas pronominales de voseo y tuteo; las formas verbales son tuteantes con excepción del imperativo y en la escritura y en el registro culto se preserva el uso de 'tú'. La confusión se ve más en los departamentos de: La Paz, Oruro y Cochabamba.
En el este, sur y norte (la zona llana, chaqueña y valles bajos: Santa Cruz, Tarija, Beni, Pando, Chaco boliviano, norte de La Paz, sur y este de Chuquisaca) es más común el voseo pronominal y verbal de tipo rioplatense; siendo frecuente su uso inclusive en televisión, prensa y escrita.
- Costa Rica (voseo pronominal y verbal, el pronombre «tú» es prácticamente inexistente)[1][17][18][19][20]

El trato de vos está también muy extendido, y ocurre especialmente entre familiares, amigos y personas cercanas al locutor. Generalmente, la mayoría de la población prefiere tratar de usted a todas las personas. El tuteo es mal visto y connota pedantería. El voseo es mayoritario en Cartago, San José y Heredia Centro. En algunas zonas, el trato de vos coexiste con el de usted: en Heredia, Alajuela y zonas rurales, y en las provincias costeras (Guanacaste, Puntarenas y Limón) se emplean ambos.

### Voseo generalizado; tuteo prestigioso en ambientes formales
- Chile (voseo verbal; el voseo pronominal es considerado excesivamente coloquial,[22]

El voseo es fenómeno general que solo ocurre en el habla familiar y coloquial; afecta a todos los tiempos y modos verbales, pero es raramente usado en imperativo. Es común la aspiración de la 's' en las terminaciones verbales en −ís y su desaparición en las formas en −áis. En las ciudades y en todo el centro del país, es comúnmente usado en situaciones informales. En ámbitos formales predomina el tuteo. Además se observa un uso mixto de tuteo pronominal con voseo verbal, considerado de mayor formalidad que el voseo pronominal (este último suele usarle primordialmente entre hombres, con relaciones de confianza, y aceptado en todas las clases sociales).

El voseo chileno puede aparecer en todos los tiempos verbales y tanto en modo indicativo como subjuntivo, excepto en futuro simple y pretérito perfecto simple del modo indicativo y en modo imperativo [...]. Se usa en todos los niveles sociales, en estilo coloquial, y puede combinarse con el pronombre <tú> (no marcado), o con <vos> (marcado pragmáticamente).

El voseo auténtico, es decir, el uso del pronombre vos acompañado de conjugación voseante, se mantiene hasta la actualidad en sectores rurales y entre población inculta en las ciudades.
- El Salvador (coexistencia de voseo y tuteo; el voseo es pronominal con formas verbales de vos y tú)

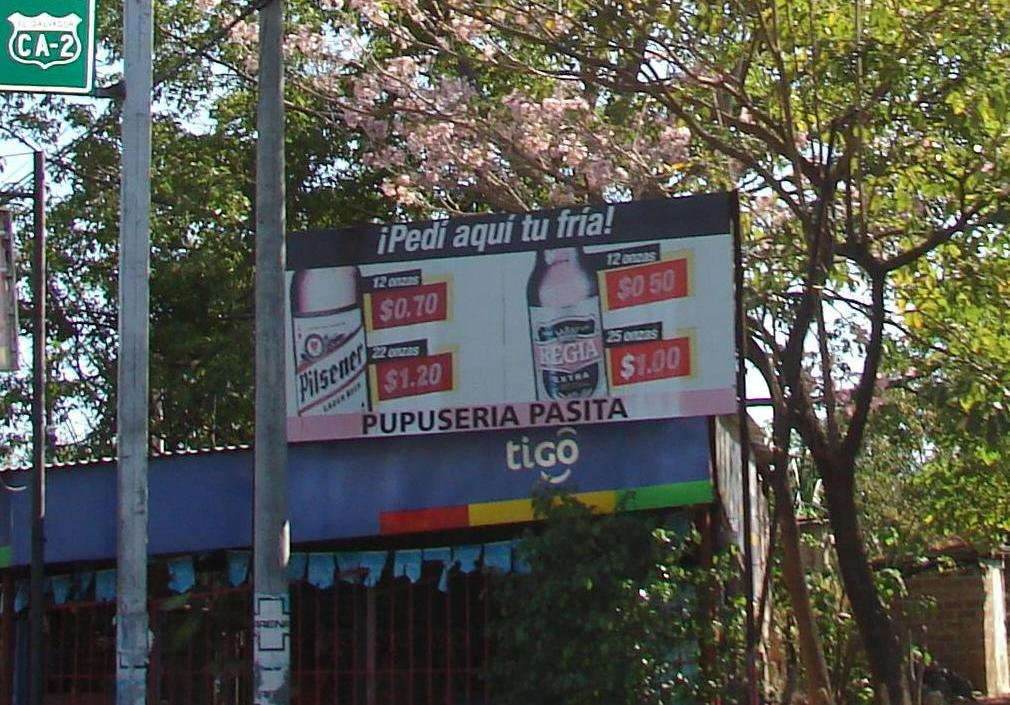
Voseo usado en una valla publicitaria en El Salvador : ¡Pedí aquí tu fría! El equivalente de tuteo habría sido ¡Pide aquí tu fría!.

Predomina un sistema terniario, en el que vos es el tratamiento familiar o de confianza, tú el tratamiento de formalidad intermedia y usted el tratamiento más formal. En el ámbito más informal, predomina el trato de vos con las formas verbales de tú, aunque está muy extendido el uso de las formas verbales de vos, especialmente en imperativo.
Cabe destacar que el uso de usted y tú para el trato de confianza está muy extendido, sobre todo en personas mayores de 20 años, y supera al de vos en los 2 grupos de mayor edad (adultos y ancianos); mientras que en niños y adolescentes es universal el trato de vos. En el ámbito laboral se prefiere usted o tú, mientras que en el escolar se prefiere usted en la relación alumno-maestro (y viceversa), y vos entre los alumnos.
Generalmente se considera que el voseo indica «familiaridad». También se le considera «vulgar» y que su uso «no tiene un prestigio manifiesto».
- Guatemala (voseo verbal y pronominal)

El voseo está muy generalizado principalmente entre personas de edad y género similar. El tuteo es formal y profesional pero no tan formal como el usted que se utiliza hacia las personas mayores o desconocidas. Entre las mujeres es frecuente el trato de tú, aunque emplean vos cuando ya existe mucha confianza entre ellas; mientras que en los hombres el uso de tú es mal visto, porque se le percibe como una forma de afeminamiento e incluso de homosexualidad. Entre personas de distinto género no ocurre el trato de vos a menos que haya confianza, suele usarse usted, tú es usado cuando se tiene el interés de una relación sentimental. Sin embargo, generalmente el uso de tú es utilizado con las formas verbales de vos.
Entre hermanos el trato de vos es generalmente recíproco. Las personas de mayor edad o autoridad suelen ser tratados de usted, mientras que estos tratan a los de menor edad o autoridad de vos.
- Honduras (voseo pronominal y verbal, coexistencia con el tuteo)

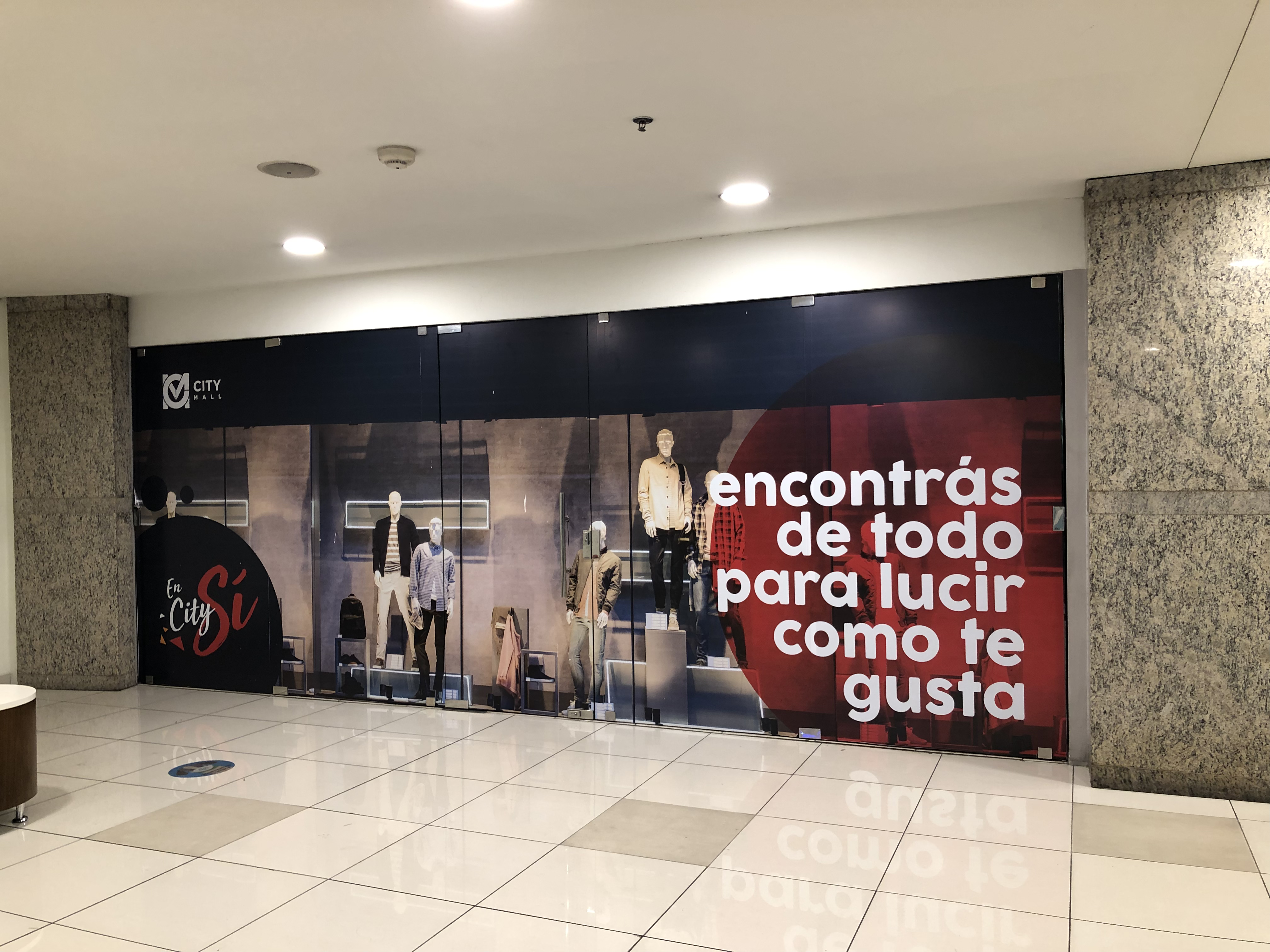
Voseo usado en una señalización dentro de un centro comercial en Tegucigalpa, Honduras: En City sí encontrás de todo para lucir como te gusta. El equivalente de tuteo habría sido En City sí encuentras de todo para lucir como te gusta.

Predomina un sistema terniario, en el que vos es el tratamiento familiar o de confianza, tú el tratamiento de formalidad intermedia y usted el tratamiento más formal.
El trato de tú es predominante en los medios de comunicación.[cita requerida] El uso del tuteo es mal visto entre hombres, ya que no es muy común.[cita requerida]
- Nicaragua (voseo pronominal y verbal, el tuteo es minoritario)[1]

El trato de vos entre familiares y amistades está generalizado en el país, no obstante el trato de tú existe de manera minoritaria. Generalmente en ambientes formales se prefiere tratar de a tú que de a vos, y generalmente cuando hay extranjeros no familiarizados con el «vos».
El voseo ocurre de forma común en el trato familiar y públicamente entre personas de la misma edad o entre amigos. Como cortesía o respeto a personas de importancia pública (ejecutivos, empleadores, profesionales, etc.), a adultos o personas de mayor edad se emplea usted.
El voseo, sin embargo, gana cada vez más importancia formal en el mercado comercial y literario de este país.

### Países con voseo no generalizado
Los siguientes países tienen el uso en determinadas partes de su geografía:

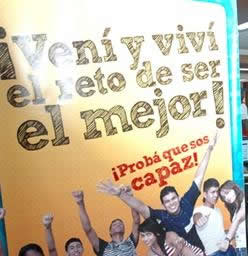
Campaña de la alcaldía de Cali, Colombia.

- Colombia

El voseo se da en los departamentos de la Región Paisa (Antioquia, Caldas, Risaralda, Quindío), en el departamento de Valle del Cauca (especialmente en la ciudad de Cali), en la región andina de Nariño, y al nororiente del país, en el occidente de Norte de Santander (provincia de Ocaña), el sur de La Guajira y el norte del Cesar. En la mayoritaria porción de la Costa Caribe es usado el tuteo y en el resto de Colombia predomina el ustedeo.
- Cuba

A principios de la década de 1980 estaba en vías de desaparición, solo presente en un sector de la zona oriental comprendido por Camagüey, Bayamo y Manzanillo. Era más generalizado en las montañas y el campo; en las zonas urbanizadas, con la excepción de Camagüey, no se utilizaba.
El uso del pronombre vos se escuchaba en ese tiempo más en el habla de los adultos y ancianos, aunque también se utilizaba en momentos de enojo para darle mayor fuerza a un insulto; el voseo verbal tenía un uso generalizado y se empleaba como tratamiento familiar y de confianza.
A diferencia del resto de Hispanoamérica, los pronombres os y vuestro se seguían usando, aunque se podían alternar por te y tuyo, respectivamente. El pronombre plural vosotros se usaba para el tratamiento cortés en ciertos contextos.
- Ecuador

En toda la sierra, se utiliza el voseo pronominal no verbal, es decir el pronombre «vos» con las conjugaciones verbales del pronombre tú (vos eres, vos tienes, etc.), así alternando con el tú. También es común el empleo del mandato del vos en estas regiones de la sierra; es decir, "vení, poné, tomá." En entornos rurales de la sierra, el mandato puede incluir la "de" final (ejemplo, votad, empleado a menudo por el dirigente político Yaku Pérez Guartambel durante sus campañas presidenciales) y la conjugación del vos también puede seguir el patrón segundo verbal del "vos" descrito arriba (cantáis, venís etc.). El voseo también es común en la costa de Esmeraldas. En el resto del Ecuador predomina el tuteo.
- España

Aparece en la isla de La Gomera, en Canarias, un voseo frecuente que no es compartido por los hablantes cultos.
- Estados Unidos

Aparece en el extremo oriental de la isla de Puerto Rico, en Fajardo, un voseo frecuente que no es compartido por los hablantes cultos.
- Filipinas

Ocurre en Luzón y Mindanao con los hablantes de chabacano, pero no aparece en el uso de español estándar.
- México

En casi todo el estado de Chiapas, a excepción de las ciudades mayores, y en regiones rurales del estado de Tabasco,.  El voseo es de tipo verbal con tuteo pronominal. Ocurre principalmente entre la población indígena sin escolarizar, lo que incide en que su empleo sea considerado «vulgar» y característico de una persona «poco educada». Su empleo es generalizado en San Cristóbal de Las Casas, así como en la ciudad de Chiapa de Corzo, en la región de La Fraylesca, y en algunos poblados rurales, todos ellos en el estado de Chiapas.[cita requerida]
- Panamá (algunas zonas de voseo y tuteo alternados)

En el extremo occidental (a lo largo de la frontera con Costa Rica), y en el interior de la península de Azuero; las características del voseo panameño lo hacen similar al voseo zuliano, con la única excepción de que se alternan los pronombres tú y vos y que solo ocurre en el presente del indicativo y en el imperativo. Se le considera arcaico y rústico, y se encuentra en disminución.
- Perú (pocas zonas de voseo y tuteo alternados)

Ocurre en el norte y el sur, y es desconocido en la mayor parte del país. La característica del voseo en el norte del Perú es la combinación de voseo pronominal y tuteo verbal; en Huánuco, tú se emplea entre familiares cercanos, usted como trato intermedio, y vos como honorífico. Las características del voseo en el sur son :
- Se alterna tú y vos con las formas verbales del voseo en imperativo y en los diferentes tiempos de indicativo, para los demás modos verbales se emplean las formas de tú.
- Monoptongación en su desinencia similar al voseo argentino o rioplatense, con la excepción de la terminación −éis que se reduce a −ís, como en el voseo chileno.

Está en vías de desaparición tanto en el norte como en el sur del país, incluyendo Arequipa, donde a veces se vosea en las áreas urbanas o rurales. Se emplea poco en zonas de Arequipa, Moquegua, Tacna y en la zona meridional de Puno. Se emplea con menos vigor en: Áncash, el dep. de San Martín, en La Libertad, en Lambayeque, en Cajamarca y en Huánuco.
- Venezuela

Ocurre en el noroccidente, en la zona del lago Maracaibo y en los Andes venezolanos. Existen dos modalidades: la zuliana y la andina. El voseo zuliano (Zulia, Falcón, parte de Trujillo y de Lara) se caracteriza por el empleo de las formas verbales del voseo reverencial, que difieren de la norma argentina en que las terminaciones verbales son diptongadas. No obstante, se emplean las formas del paradigma tú para el acusativo y el posesivo; su uso es aceptado en el habla culta. En el voseo andino (Táchira, Mérida, sur de Lara, parte de Trujillo) los verbos son similares al zuliano, sin embargo, el voseo es solo verbal.

## Factores de expansión o restricción del voseo
Durante el siglo XIX e inicios del siglo XX, estuvo muy extendida la condena al voseo por parte de académicos, siendo los más destacados Andrés Bello, quien emprendió una campaña para su desaparición; Rufino José Cuervo, quien lo describió como una «inaguantable vulgaridad»; y Arturo Capdevila, quien lo calificó como «negra cosa», «viruela del idioma», «plebeya ruindad», «verdadera mancha del lenguaje argentino», «ignominiosa fealdad» y «calamitoso rasgo». Según Bello, no había razones para aceptar el voseo: «1. Si hablan en el drama personajes antiguos, es un anacronismo la pluralidad imajinaria de segunda persona, que fué desconocida en la antigüedad. Si de personajes de nuestros dias i de paises en que la lengua nativa es la castellana, lo propio en el diálogo familiar seria usted o tú (ortografía original)».
En Chile el voseo dominaba el habla culta y era generalizado hasta que Bello, nacido en la capital venezolana y rector de la Universidad de Chile (1843-1865), condenó su empleo y llevó a cabo una campaña normativa en favor del tuteo; desde entonces, el sistema educativo chileno lo ha ignorado y ha colaborado en el intento de extinguirlo. Sin embargo, el voseo continuó siendo norma rural o subestándar y parte del registro informal —o incluso vulgar con el empleo del voseo pronominal, considerado o mucho más coloquial o mucho más marcado que el voseo verbal—; su uso verbal comenzó a recuperar terreno entre los jóvenes del centro del país en la década de 1960 y desde entonces ha seguido propagándose: se ha expandido entre personas de todas las edades y clases sociales, y extendido hacia el norte y el sur del país.
En Uruguay también ocurrió una disminución del voseo, en el sentido de que se cambió al tuteo pronominal, aunque no fue tan fácil desarraigar el voseo verbal. En la década de 1970, ya algunos estudiosos advertían una extensión del voseo tanto en las capas sociales inferiores como en las medias y superiores; este fenómeno habría comenzado a producirse a fines de los años 1950 y principio de los años 1960. En las últimas décadas (1980 y 1990 en adelante), y debido a la influencia de Argentina, principalmente por los medios de comunicación masiva y por la proximidad a su capital, se volvió al voseo pronominal, casi idéntico al argentino.
En Colombia también ha habido una reducción en la extensión geográfica donde ocurre el voseo, con particularidad en Cundinamarca, desapareciendo por completo del habla en la capital, Bogotá.
En Paraguay, la situación ha sido peculiar: el guaraní ha sido históricamente el idioma más hablado en el país, mientras que el español antiguamente se limitaba a Asunción, y las clases más favorecidas en el resto del país. La instrucción pública ha servido tanto para expandir la lengua española en el interior paraguayo, como para expandir las zonas de voseo. Así, en la segunda mitad del siglo XX, la ocurrencia del voseo dependía casi siempre en si la profesora del colegio voseaba o no. La influencia argentina en la música, el cine y la literatura, además de los medios de comunicación masiva como la radio y la televisión, fueron determinantes en la regresión del tuteo en el país.

## Extensión en el lenguaje formal
Los dialectos rioplatense, paraguayo y centroamericanos (costarricense, hondureño, nicaragüense y salvadoreño) son los únicos en los que el voseo reemplaza al tuteo en forma casi total. Argentina, Paraguay, Uruguay, Costa Rica, El Salvador y Nicaragua son las zonas en las que el «tú» prácticamente ha desaparecido del paradigma verbal.
En algunos de los países mencionados, como en otras zonas de América del Sur, el voseo contiende con el «ustedeo», es decir que el «usted» también se utiliza en las situaciones de confianza. Por ejemplo, en Costa Rica, los niños en la escuela se tratan entre sí de usted. La norma culta de la Argentina considera apropiado el empleo del pronombre usted para situaciones formales, incluyendo el trato con un profesor, funcionarios del gobierno, y los mayores. Desde hace algunos años, entre desconocidos es más común el uso del vos, sobre todo al dirigirse a personas de una edad similar o menor a la del hablante.
El voseo es expansivo  en ciertas zonas, por ejemplo, en el Cono Sur y en el sur de Centroamérica.